# Julio Llamazares
Julio Alonso Llamazares (Vegamián, Lleó, 28 de març de 1955) és un escriptor espanyol.

## Biografia
Va néixer en el desaparegut poble lleonès de Vegamián on el seu pare Nemesio Alonso treballava com a mestre nacional poc abans que la localitat quedés inundada per l'embassament del Porma.
Encara que va néixer accidentalment a Vegamián, la seva família procedeix del poble lleonès de Mata de la Bérbula (també dita La Matica), situat a la conca del riu Curueño i la descripció del qual està recollida al seu llibre de viatges El río del olvido. Després de la destrucció del poble de Vegamián es muda amb la seva família al poble d'Olleros de Sabero, a la conca carbonífera de Sabero. La infància a tots dos pobles marca, d'ara endavant, part de la seva obra.
Llicenciat en Dret, va abandonar l'exercici de la professió per a dedicar-se al periodisme escrit, radiofònic i televisiu en Madrid, on resideix actualment.
En 1983 va començar a escriure Luna de lobos, la seva primera novel·la (1985), i el 1988 publicà La lluvia amarilla. Ambdues foren finalistes al Premi Nacional de Literatura d'Espanya en la modalidad de Narrativa. Una altra obra seva és Escenas de cine mudo, de 1994.
En 2016 quedà finalista del Premi de la Crítica de Castella i Lleó amb la seva novel·la Distintas formas de mirar el agua. Abans que es fallés el premi, va emetre un comunicat anunciant que no aspirava a ell i que el rebutjaria en cas que li fos concedit. En convocatòries anteriors (2014), ja havia estat candidat a aquest mateix premi amb Las lágrimas de san Lorenzo, sense obtenir-lo.

## Obra literària

### Gèneres
- La literatura de viatges: El río del olvido (1990. És la narració del viatge que havia realitzat a peu per la ribera del Curueño durant l'estiu de 1981), Trás-os-montes (1998) i Cuaderno del Duero (1999. Crònica del viatge al llarg de les províncies que recorre el riu i que mai va concloure).
- L assaig: El entierro de Genarín (1981) i Los viajeros de Madrid, (1998)
- L'article periodístic: alguns recollits en llibres com En Babia (1991) i Nadie escucha (1993), on ha demostrat que “el periodisme és una altra faceta de la literatura, també forma part de l'afany de comptar”.

Les obres de Julio Llamazares es caracteritzen pel seu intimisme, l'ús d'un llenguatge precís i l'exquisida cura en les descripcions. Un clar exemple és la seva obra El cielo de Madrid, publicada l'any 2005.
Com a poeta se'l vincula a la generació dels vuitanta o postnovísimos.
Julio Llamazares afirma que la seva visió de la realitat és poètica. La seva manera d'escriure està molt lligada a la terra, podríem dir que és un escriptor romàntic en el sentit original, que és el de la consciència d'escissió de l'home amb la naturalesa, de la pèrdua d'una edat d'or fictícia perquè mai ha existit.

### Producció

#### Narrativa
- El entierro de Genarín: Evangelio apócrifo del último heterodoxo español (1981), relat.
- Luna de lobos (1985), novel·la.[4]
- La lluvia amarilla (1988), novel·la.[5]
- Escenas de cine mudo (1994), novel·la.
- En mitad de ninguna parte (1995), relats.
- Tres historias verdaderas (1998), relats.
- El cielo de Madrid (2005), novel·la.
- Tanta pasión para nada (2011), relats.
- Las lágrimas de San Lorenzo (2013), novel·la. Finalista del Premi de la Crítica de Castella i Lleó.[6]
- Distintas formas de mirar el agua (2015), novel·la. Finalista del Premi de la Crítica de Castella i Lleó.[2]

#### Poesia
- La lentitud de los bueyes (1979)
- Memoria de la nieve (1982)
- Versos y ortigas (Poesía 1973-2008) (2009)

##### Antologia
- Antología y voz: El búho viajero (2007)

#### Articles de premsa
- En Babia (1991)
- En mitad de ninguna parte (1995)
- Nadie escucha (1997)
- Los viajeros de Madrid (1998)
- Modernos y elegantes (1993)
- Entre perro y lobo (2008)

#### Viatges
- El río del olvido (1990)
- Trás-os-montes (1998)
- Cuaderno del Duero (1999)
- Las rosas de piedra (2008)
- Atlas de la España imaginaria (2015)
- El viaje de Don Quijote (2016)
- Las rosas del sur (2018)

#### Guions cinematogràfics
- Retrato de un bañista (1984)
- Luna de lobos (1987)
- El techo del mundo (1995)
- Flores de otro mundo (1999)[7]

## Premis
- 1978: Premi Antonio González de Lama.
- 1982: Premi Jorge Guillén.
- 1983: Premo Ícaro.
- 1986: Finalista Premi Nacional de Literatura.
- 1988: Llibre d'Or de la CEGAL.
- 1989: Finalista Premi Nacional de Literatura.
- 1992: Premi de Periodisme "El Correo Español-El pueblo vasco".
- 1993: Premi Nonino.
- 1994: Premi Cardo D'Oro.
- 1999: Premi de la Setmana Internacional de la Crítica al Festival Internacional de Canes.
- 2014 Finalista del Premi de la Crítica de Castella i Lleó.
- 2016 Finalista del Premi de la Crítica de Castella i Lleó (Va renunciar-hi abans que es fallés quan va saber que era finalista)).